# شهرستان بادکند
شهرستان بادکند (به قرقیزی:Баткен району، باتكەن رايونۇ)(به روسی: Баткенский район) یک شهرستان از استان بادکند است که در جنوب غربی قرقیزستان واقع شده‌است. این شهرستان دارای مساحت ۵۹۴۸ کیلومترمربع (۲۲۹۷ مایل مربع) می‌باشد. مرکز این شهرستان شهر بادکند است.

## خصوصیات
شهرستان بادکند بر اساس آمار سال ۲۰۰۹، مشتمل بر ۴۲ منطقه مسکونی، و دارای ۶۹٬۵۹۱ نفر جمعیت است.